# Enumclaw
Enumclaw (engelskt uttal: [ˈiːnəmklɔː] lyssna (fil)) är en stad (city) i King County i delstaten Washington i USA. Staden hade 12 543 invånare, på en yta av 13,40 km² (2020).
Staden uppmärksammades 2005 i samband med hästsexfallet i Enumclaw.

## Kända personer från Enumclaw
- Kasey Kahne, racerförare